# Пембина
Окръг Пембина (на английски: Pembina County) е окръг в щата Северна Дакота, Съединени американски щати. Площта му е 2906 km², а населението - 6972 души (2017). Административен център е град Кавалиър.